# C19H19NO
化学式C19H19NO（摩尔质量：277.35 g/mol）可以指：
- 马罗塞平，CAS号：65509-24-2
- JWH-033，CAS号：162934-72-7

|  | 这个同类索引页列出了具有相同分子式的化学物（即同分異構體）条目。 除非您是有意链接至本页，否则应将相应条目的内部链接指向正确的条目。 |